# Leupold & Stevens
Leupold & Stevens, Inc. ist ein US-amerikanisches Familienunternehmen mit Sitz in Beaverton (Oregon), das auf die Produktion von Zielfernrohren, Ferngläsern, Beobachtungsfernrohren und entsprechendem Zubehör spezialisiert ist. Die Produkte des Unternehmens werden zivil (Jagd und Sport) und militärisch unter dem Markennamen Leupold vermarktet. Leupold & Stevens ist ein bedeutender Ausrüster des US-Militärs.

## Geschichte
Das Unternehmen wurde 1907 vom deutschstämmigen Feinmechaniker Markus Frederich Leupold und seinem Schwager Adam Voelpel unter dem Namen Leupold & Voelpel als Reparaturwerkstatt für Vermessungsgeräte gegründet. 1914 wurde der Ingenieur und Hydrologe John Cyprian Stevens Teilhaber am Unternehmen, das fortan eigene Vermessungsgeräte und hydrologische Instrumente herstellte. 1942 wurde der Name des Unternehmens in Leupold & Stevens geändert. 1947 begann Leupold & Stevens mit der Produktion von Zielfernrohren. Die Sparte für hydrologische Instrumente wurde 1998 abgespalten, sodass sich das Kerngeschäft von Leupold & Stevens heute auf die Herstellung optischer Produkte für Jagd, Sport und Militär konzentriert.